# MouseHunt
MouseHunt és una pel·lícula de comèdia negra de 1997 estatunidenca dirigida per Gore Verbinski, escrita per Adam Rifkin i protagonitzada per Nathan Lane i Lee Evans, amb William Hickey, que va morir poc després que la pel·lícula va ser rodada. Va ser la primera pel·lícula familiar per a ser llançat per DreamWorks Pictures.
En la història, dos germans semblants a Laurel i Hardy lluiten contra un petit ratolí domèstic per la possessió d'una casa que ha sigut donada a ells pel seu pare. El ratolí és intel·ligent i astut i es burla d'ells completament. La pel·lícula es desenvolupa en un període indeterminat del segle XX amb humor, amb estils que van des de 1940 fins a la dècada de 1970 fins a la dècada de 1990.

## Argument
Lars (Lee Evans) i Ernie (Nathan Lane) Smuntz són dos desafortunats germans i fills d'un adinerat fabricador de cordes, Rudolf Smuntz (William Hickey). Aquest mor deixant en herència la seva fàbrica de cordes juntament amb una caixa de cigars i una casa antiga molt avaluada però amb deutes bancaris. Un dia els representants de la multinacional Zeppco planegen comprar la fàbrica, però Lars, veient la corda de la sort que va heretar del seu pare, rebutja l'oferta fent cas a l'última voluntat del seu difunt pare que era no vendre la fàbrica, però Ernie està disposat a vendre-la i planeja una cita amb ells.
Aquesta nit April (Vicky Lewis), la dona de Lars, després d'assabentar-se que ell rebutja la venda de la fàbrica, l'abandona i expulsa al seu espòs de la seva casa, mentre que Ernie, sent xef i amo del restaurant Chez Ernie, es proposa servir un gran sopar a l'alcalde de la ciutat, però una panerola accidentalment entra en el plat i l'alcalde mor d'un infart. Per tant, Ernie perd el seu negoci i llar fins a veure's obligat a viure amb el seu germà a l'antiga casa heretada del seu pare.
Els germans passen la nit a la casa, que malgrat tenir un gran valor es troba en ruïnes i es proposen remodelar-la per després vendre-la. A més descobreixen que la casa va ser construïda per un famós arquitecte anomenat Charles Lyle LaRue. Un dia varis empresaris es reuneixen a la casa interessats en la seva venda, entre ells un col·leccionista de peces de LaRue, Alexander Falko (Maury Chaykin), ofereix $10 milions de dòlars per la casa, Lars accepta però Ernie proposa fer una subhasta per guanyar més diners. No obstant això, la casa posseeix un petit i astut ratolí que des que ho descobreixen els comença a causar problemes als dos germans i amb el temps es converteix en una obsessió per a tots dos per acabar amb ell malgrat que Lars el considera un problema d'escassa importància. Els germans intenten en va atrapar al ratolí; posen una ratera però el ratolí les hi enginya per robar l'esquer del parany i sortir il·lès. Intenten destruir el lloc on viu; entre els murs en el que remodelen la casa, però acaben fent-se mal ells mateixos, sobretot en posar rateres en la cuina però quedant els germans atrapats tota la nit en ella, després acaben fent-se més mal, ja que el ratolí llança una cirera activant les rateres. Més tard tots dos compren un feroç gat perquè ho elimini, però el felí fracassa perdent la seva vida. A l'estona contracten a un excèntric exterminador professional anomenat Caesar (Christopher Walken). Lars a la fàbrica anuncia als empleats la suspensió dels seus salaris per poder pagar els deutes de la casa però en conseqüència els empleats es van a vaga també decidits a atacar a Lars i Ernie.
D'altra banda Ernie acorda una cita amb els representants de Zeppco per vendre la fàbrica de cordes (a esquena de Lars) i es posa a coquetejar amb dues belles dones que es troba al carrer el dia de la cita, però és atropellat per un autobús deixant plantats als empresaris, els qui per l'absència d'Ernie ja no estan interessats a comprar la fàbrica. April sabent la quantitat que va a rebre Lars per la casa, el busca a la fàbrica. Ella el rep en l'oficina en roba suggeridora, mentre que aquest es troba totalment nu per un accident amb la seva roba convertida en diverses cordes, amb excepció dels seus mitjons. April li diu que finançarà la restauració de la casa per a la subhasta, a canvi de tenir sexe allí mateix. Lars després, de la trobada amb April, busca al seu germà a l'hospital, cobrint-se amb l'abric d'April. A l'estona tots dos tornen a la casa per veure que Caesar, seriosament ferit, ha fallat a matar el ratolí qui li va provocar les greus lesions, mentre és transportat pels metges a l'ambulància. Tots dos germans en comprendre la gravetat del seu adversari tracten d'atrapar al ratolí després de veure que havia fet el seu propi sandvitx. Ernie tracta de matar el ratolí amb un rifle però falla solament causant mes destrosses en la planta baixa a més de disparar accidentalment a un verí de ratolins inflamable el que provoca un enorme forat en el pis. Ernie rep el missatge de Zeppco i acaba discutint amb Lars. Ernie ple d'ira intenta sense èxit matar el ratolí amb una escopeta. Després de destruir gran part de la casa, té una discussió amb Lars i aquest li tira una taronja, però la taronja acaba copejant al ratolí, deixant-ho inconscient. Tots dos tenint la seva oportunitat de matar-ho no ho fan i decideixen millor tancar-lo en una caixa de puros i ho envien a Cuba. Una vegada fet això, els germans remodelen la casa i la preparen per a la subhasta.
El dia de la subhasta, Lars descobreix la caixa on van ficar al ratolí retornada des de Cuba; argumentant falta de segells postals quan en veritat la caixa va ser pesada en la duana i va ser retornada pel seu escàs pes. Quan inicia el ratolí apareix causant moltes molèsties entre els convidats, desesperats intenten matar el ratolí inundant les parets en plena subhasta. Les parets es trenquen per la pressió de l'aigua caient damunt de tots els convidats i després la casa es desploma, deixant-los completament en la ruïna, però amb l'esperança d'haver matat al ratolí, malgrat tenir trossos de corda molt semblants al tros de la sort del seu pare, el qual va ser menjat pel ratolí.
Desfets, es dirigeixen a la fàbrica sense saber que el ratolí (el qual va sobreviure) els estava seguint en el seu propi acte. El ratolí dissimuladament activa la maquinària de la fàbrica, que desperta als germans i veuen que el ratolí ha format una bola de cordes de formatge. Dies després, Lars mostra a la seva nova xicota la nova fàbrica de cordes de formatge, mentre que Ernie, sent cap de personal i xef, s'associa amb el ratolí, que tasta els formatges sortits de la màquina, sent així la fortuna dels germans Smuntz.
El film finalitza quan al costat del retrat del mort Rudolf Smuntz, hi ha el tros de corda de la sort amb la frase que el va caracteritzar; "Un món sense cordill és un caos".

## Repartiment
- Nathan Lane com Ernie Smuntz.
- Lee Evans com Lars Smuntz.
- Vicki Lewis com April Smuntz.
- William Hickey † com Rudolf Smuntz.
- Maury Chaykin com Alexander Falko.
- Christopher Walken com Caesar, l'exterminador.
- Michael Jeter † com Quincy Thorpe.
- Debra Christofferson com Ingrid.
- Ian Abercrombie † com el subhastador.
- Eric Christmas † com l'advocat dels Smuntz.
- Ernie Sabella com Maury, el dependent de la gossera.
- Cliff Emmich com l'Alcalde McKringle.

## Rebuda
MouseHunt va rebre crítiques mixtes dels crítics de cinema. Rotten Tomatoes declara que el 43% de 30 crítics havien donat a la pel·lícula una crítica positiva. La pel·lícula va ser un èxit financer. Va ser posat en estrenat el 19 de desembre de 1997 i va arribar al lloc #4 d'Amèrica del Nord recollint $6.062.922 en el seu primer cap de setmana, amb una mitjana de $2.817 de 2.152 sales de cinema. En el seu segon cap de setmana, es va mantenir en el lloc #4 i va augmentar en un 60 per cent, per la qual es va arribar a $9.702.770, amb una mitjana de $4.428 de 2.191 sales, i arribant en els seus primers 10 dies a $21.505.569. Va ser tancat l'1 de juliol de 1998 amb una recaptació final de $61.917.389 al mercat d'Amèrica del Nord i $60.500.000 en altres territoris sumant per a tot el món un total de $122.417.389. El seu pressupost va ser de $38 milions.